# Ribeirão do Rocha
Ribeirão do Rocha är ett vattendrag i Brasilien.   Det ligger i delstaten Paraná, i den södra delen av landet, 1 000 km söder om huvudstaden Brasília.
I omgivningarna runt Ribeirão do Rocha växer i huvudsak städsegrön lövskog. Runt Ribeirão do Rocha är det mycket glesbefolkat, med 5 invånare per kvadratkilometer.